# ウッディー・ウッドペッカーズ・ナットハウス・コースター
ウッディー・ウッドペッカーズ・ナットハウス・コースター（英: Woody Woodpecker's Nuthouse Coaster）は、ユニバーサル・スタジオ・フロリダにあるジュニア・ローラーコースターである。パーク初のジェットコースターであり、ユニバーサル・オーランド・リゾートで建設された最初のジェットコースターでもある。このコースターは、1999年に「E.T.アドベンチャー」のアウトサイドキューエリアの間、元々「ハードロックカフェ」があった場所に建設された。ゲストは「ウッディー・ウッドペッカーのナッツ・ファクトリー」でワイルドな旅に出るという設定。このコースターは、ユニバーサル・スタジオ・ドバイランドの建設計画に含まれていたが、計画は中止された。

## ストーリー

### 待ち列
ゲストが列に並ぶと、ウッディー・ウッドペッカーの徽章と、ゲストが引っ張ることで様々な音が鳴る鐘が渡される。また、ウッディーの姪っ子と甥っ子であるスプリンターとノットヘッドが、どちらが先にサインをするかで言い争っている看板も通過する。続いて、工場内に入り、列を作って並び、すぐに乗り物に入る。

### ライド
ゲストが着席し、ウッディーのアシスタントがラップバーを押し下げた後、ベルが鳴り、ライドトレインは駅を離れ、リフトを登り始める。頂上付近になると、ライダーはキッズゾーンを一望することができる。一番上には「Ready or nut…Here we go！」と書かれた看板があり、ウッディーが「Guess who?」と言って、有名な笑い声を上げている。車両は、曲がりくねった下り坂を下り、坂を上り、さらに小さな下り坂を下り、何度も曲がりくねったカーブを曲がった後、完全に停止する。その後、車両は駅に戻ってきて、ゲストは退場する。